# Stade du 13-Février
 (mars 2025).
Le stade du 13-Février (en arabe : ملعب 13 فبراير) est un stade polyvalent à Ouargla, en Algérie.
Il est principalement utilisé pour les matchs de football et le stade d'athlétisme est le terrain du Moustakbal Baladiat Rouissat, l'Athletic Hassi Messaoud. 
Le stade a une capacité de 18 000 places.